# Осиновка (ліва притока Сіви, Великососновський район)
Оси́новка (рос. Осиновка) — річка у Пермському краї (Великососновський район), Росія, ліва притока Сіви.
Річка починається біля кордону з Частинським районом. Течія спрямована спочатку на північ, потім північний схід, а в кінці знову на північ. Впадає до Сіви навпроти села Вари.
Русло вузьке, береги місцями заліснені, долина неширока, в пригирловій ділянці заболочена. Приймає декілька дрібних приток. Збудовано декілька мостів.
Над річкою розташовані колишні села Пашур та Осиновка.